# Zork Nemesis
Zork Nemesis ist ein 1996 veröffentlichtes Adventure-Computerspiel des US-amerikanischen Publishers Activision. Es ist das elfte Spiel im Zork-Universum des Entwicklungsstudios Infocom, das 1989 in Activision aufgegangen war, und das erste Zork-Spiel, das nicht unter dem Label Infocom vermarktet wurde.

## Handlung
Zork Nemesis spielt in der Region Eastlands im fiktiven Great Underground Empire, der Spielwelt des Zork-Universums. Vier bedeutende Persönlichkeiten aus verschiedenen gesellschaftlichen Bereichen des Reiches – Doktor Erasmus Sartorius, General Thaddeus Kaine, Bischof Francois Malveaux und Madame Sophia Hamilton – waren während einer Sonnenfinsternis zu einer Reise in die Eastlands, die auch die Verbotenen Lande genannt wurden, aufgebrochen, aber nie zurückgekehrt. Der Spion Karlok Bivotar wurde auf die Vier angesetzt, verschwand aber ebenfalls spurlos. In der Folge wird dem Spieler durch Vizekönig Syovar aufgetragen, den Verbleib der vier Prominenten zu erforschen. Von der in den Westlands gelegenen Hauptstadt Quendor aus bricht er auf in die Eastlands, wo er nach einiger Zeit das Tagebuch von Bivotar findet, aus dem hervorgeht, dass er den Vieren über einen Zeitraum von drei Monaten nachspionierte und sie schließlich im Tempel von Agrippa in der Desert River Province aufspürte, wo er einem Gewaltverbrechen zum Opfer fiel.
Dort angekommen stellt sich heraus, dass die Vier verbotenerweise und deshalb heimlich als Alchimisten tätig und auf der Suche nach dem Fünften Element der Alchemie, der Quintessenz, waren und dabei von einem Dämon namens Nemesis, der seinerseits auf der Suche nach der Quintessenz ist, überrascht und getötet wurden. Auch Kaines Sohn Lucien und Malveauxs Tochter Alexandra fielen Nemesis zum Opfer. Alle Toten sind im Tempel in gläsernen Sarkophagen aufgebahrt. Der Spieler kann spirituellen Kontakt zu den vier Alchemisten aufnehmen, die ihn beauftragen, in ihren jeweiligen, über das Land verstreuten Wohnsitzen nach Proben bestimmter Metalle zu suchen, die für die Herstellung der Quintessenz benötigt werden. Im weiteren Lauf des Spiels findet der Spieler heraus, dass Erasmus Sartorius die treibende Kraft hinter dem Treiben der Alchemisten ist und dass hinter den aktuellen Geschehnissen ein schreckliches Geheimnis steckt. Die Suche der Vier nach dem Fünften Element begann schon vor langer Zeit. Im Rahmen ihrer Forschungen entdeckten sie, dass ein außergewöhnlicher Weg eingeschlagen werden musste: Ein Kind musste während einer bestimmten Sternenkonstellation gezeugt und während einer anderen Sternenkonstellation geopfert werden. Die Vier schritten zur Tat, Leihmutter des Kindes namens Alexandria wurde Zoe Wolfe, eine Patientin aus der von Sartorius geleiteten Anstalt, biologischer Vater war Malveaux, aufgezogen wurde das Kind von der Gruppe. Zu einem ungünstigen Zeitpunkt – kurz vor der geplanten Opferung – verliebte sich Kaines Sohn Lucien in Alexandria. Lucien erfuhr vom geplanten Opferritual und unterbrach es, doch zu spät, Alexandria war bereits durch die Hände ihrer "Eltern" gestorben, woraufhin er aus Rache alle vier tötete. Während seiner Versuche, das Fünfte Element selbst zu finden, um es für die Wiederbelebung seiner geliebten Alexandria zu nutzen, wurde er zum Dämon Nemesis.
Durch die Aktionen des Spielers werden die vier Alchemisten wiederbelebt und machen sich sofort daran, ihren ursprünglichen Plan zu verwirklichen und Alexandria zu opfern. Mit Hilfe Luciens, des "Nemesis", gelingt es dem Spieler, die Alchemisten zu töten und den Tempel zu zerstören.

## Spielprinzip und Technik
Zork Nemesis ist ein 1st-Person-Adventure, das heißt, die Darstellung des Geschehens erfolgt aus der Perspektive des Spielers. Die Kamera ist dabei auf der X-Achse oder auf der Y-Achse frei drehbar. Es handelt sich um ein Point-and-Click-Adventure; der Mauszeiger ist frei auf dem Bildschirm positionierbar, dreht bei Positionierung am Bildschirmrand die Kamera und verändert sein Aussehen, wenn er über Gegenständen der Spielwelt positioniert wird, mit denen eine Interaktion möglich ist; die Interaktion kann dann über die Maustasten eingeleitet werden. Zum Einsatz kam die hauseigene Engine Z-vision, die neben der dreidimensionalen Darstellung der vorgerenderten Spielwelt auch die Einbindung von FMV-Szenen in Ausschnitten des Spielbildschirms ermöglichte. Z-vision war eine der ersten Engines, die eine 360°-3D-Darstellung ermöglichte, jedoch nur entlang der X- oder Y-Achse – ein freier Kameraschwenk, wie er später zum Standard wurde, ist in Zork Nemesis noch nicht möglich. Als eines der ersten Videospiele setzte das Spiel 3D-Sound ein, indem Geräuschquellen je nach ihrer spielinternen Positionierung relativ zum Spieler nur einem Lautsprecher (oder beiden) zugewiesen wurden. Zork Nemesis verfügt im Gegensatz zu den meisten zeitgenössischen Adventures über kein in Gänze betrachtbares Inventar, sondern lässt den Spieler einen mit sich geführten Gegenstand per Rechtsklick aufrufen, wobei weitere Rechtsklicks den jeweils nächsten mitgeführten Gegenstand aufrufen.
Zork Nemesis konnte zum Zeitpunkt seines Erscheinens wahlweise unter DOS oder unter Windows 95 installiert werden. Die Portierung für Mac-Rechner wurde durch Quicksilver Software erstellt. 2011 erschien eine auf modernen Systemen lauffähige Version als kostenpflichtiger Download auf der Plattform Gog.com. Seit 2015 können die Originaldateien auch mit Hilfe des plattformunabhängigen Interpreters ScummVM auf modernen Systemen gestartet werden.

## Produktionsnotizen
Das Setting von Zork Nemesis ist teilweise an die vier Spielbücher angelehnt, die Steve Meretzky, Autor zahlreicher Infocom-Textadventures, zwischen 1983 und 1984 für Tor Books geschrieben hatte. Zork Nemesis setzt zeitlich hinter den Spielbüchern an und übernimmt einige von deren Charakteren, so den Spion Karlok Bivotar. Der Charakter des Lucien ist dem Dieb aus Zork I nachempfunden. Ein Anknüpfungspunkt an die Designtraditionen von Infocom war, den Spieler so unpersonifiziert wie möglich darzustellen. Infocom bezeichnete den Spieler in Adventures der Zork-Serie als AFGNCAAP (Ageless Faceless Gender Neutral Culturally Ambiguous Adventure Person – Alterslose, gesichtslose, geschlechtsneutrale, kulturell mehrdeutige Adventure-Person). Intendiert war seitens Infocom, einer möglichst großen Spieleranzahl die Identifikation mit der Spielfigur zu ermöglichen; der dadurch erzielte frühe Beitrag zur Gleichberechtigung der Frau in der Darstellung von Videospielhelden war eher Zufall. Zombie Studios hielt sich an diese Designvorgabe. Das Spiel war ursprünglich signifikant größer geplant als es letztendlich realisiert wurde. Große Teile des geplanten Finales wurden aber aus zeitlichen und finanziellen Gründen noch vor der Produktionsphase gestrichen.
Die ursprünglichen Textadventures der Firma Infocom, die zwischen 1980 und 1989 produziert wurden, enthielten Feelies, phantasievoll gestaltete Packungsbeilagen, die ein besseres Verständnis der jeweiligen Spielwelt ermöglichen sollten. Diese Tradition wurde mit Zork Nemesis fortgeführt: Der ersten Auflage des Spiels lag das fiktive Tagebuch des Karlok Bivotar bei, das dessen Reisen und Erkenntnisse über einen Zeitraum von drei Monaten von seiner Abreise aus Quendor bis zu seinem gewaltsamen Tod im Tempel von Agrippa enthält. Das Tagebuch enthält hilfreiche, teils für das Spiel essenzielle Informationen über die Spielwelt und dient so als dinglicher Kopierschutz. Das Textadventure Zork: The Undiscovered Underground, das als Werbemaßnahme den Zork-Nemesis-Nachfolger Zork: Grand Inquisitor begleitete, sollte ursprünglich als Werbemaßnahme für Zork Nemesis programmiert werden, konnte jedoch nicht rechtzeitig realisiert werden.
Produzentin Barajas, gelernte Juristin, hatte als Skriptautorin zwei Co-Autoren, Nick Sagan und Adam Simon, die beide Erfahrungen mit Filmdrehbüchern hatten, Simon darüber hinaus als Produzent von Kinofilmen. Für Sagan und Simon war es die erste Erfahrung als Skriptschreiber für Videospiele, Barajas hatte als Associate Producer bereits den Vorgänger Return to Zork mitverantwortet. Ihr zentraler Antrieb beim Design der visuellen Präsentation war laut eigenen Angaben der Wunsch, etwas zu realisieren, das sie "visuelle Urheberschaft" nannte: Die Grafiken sollten nicht nur die Spielwelt illustrieren, sondern darüber hinaus Emotionen transportieren – eine Arbeitsweise, die sich Barajas beim Film abgeschaut hatte. Die vielbeachteten FMV-Sequenzen des Spiels stellen kein aktuelles Spielgeschehen dar, sondern Rückblenden, die dem Spieler Details über Leben und Wirken der sechs Hauptdarsteller vermitteln. Für die Regie der insgesamt etwa 60 Minuten ausmachenden Aufnahmen war Joe Napolitano verantwortlich, ein US-amerikanischer TV-Regisseur, der unter anderem für Zurück in die Vergangenheit und Strong Medicine: Zwei Ärztinnen wie Feuer und Eis drehte. Die eingesetzten Schauspieler waren:
| Charakter         | Darsteller              |
| ----------------- | ----------------------- |
| Erasmus Sartorius | Allan Kolman            |
| Francois Malveaux | William Morgan Sheppard |
| Sophia Hamilton   | Lauren Koslow           |
| Thaddeus Kaine    | Stephen Macht           |
| Lucien Kaine      | Paul Anthony Stewart    |
| Alexandria Wolfe  | Merle Kennedy           |

## Rezeption
Aus 9 aggregierten Wertungen erzielt Zork Nemesis auf GameRankings einen Score von 82 %. Das Fachmagazin Adventure Gamers merkte in einer Retrospektive 2004 an, dass Zork Nemesis der für die Zork-Reihe typische Humor komplett fehle, was aber angesichts der Handlung des Spiels wenig verwunderlich sei. Redakteurin Christina Gmiterko stellte heraus, dass das Spiel trotz der Engine-bedingten Armut an Begegnungen mit anderen Charakteren die Illusion einer bevölkerten Welt erzeuge, indem es den Spieler mit Notizen der Alchemisten und Rückblenden unter Einsatz von Schauspielern konfrontiere. Das Magazin lobte Technik, Puzzles und Atmosphäre des Spiels, kritisierte aber Schwächen in der Darstellung der FMV-Videos und kleinere Unzulänglichkeiten des Interfaces. Insgesamt sprach Adventure Gamers Liebhabern atmosphärisch düsterer Adventures eine uneingeschränkte Empfehlung aus. Gamespot lobte die visuelle Präsentation des Spiels, den "gut geschriebenen" Plot und die Integration der Rätsel in denselben, die zugrunde liegende Engine, komplexe Charaktere und den an gregorianische Choräle erinnernden Soundtrack. Kritisiert wurden mitunter abstrakte Rätsel, die für frustrierende Situationen sorgen würden. Das Magazin wertete, dass Zork Nemesis ein Spiel für Erwachsene sei und Fans der Spielereihen Myst und Phantasmagoria gefallen würde. Die deutsche Power Play sah eine Atmosphäre in der Tradition von Hieronymus Bosch und im Gameplay sehr deutliche Parallelen zu Myst. Das Magazin lobte die teilweise "imposante Architektur" der Spielwelt sowie eine atmosphärische Klanguntermalung, kritisierte aber eine "trostlose Leblosigkeit" und einen "leblosen Maschinenpark" innerhalb der Spielkulissen sowie deplatziert wirkende Puzzles. Dennoch habe das Spiel wegen seines ludohistorischen Hintergrundes und der revolutionären Technik das Zeug zu einem "umstrittenen Kultspiel". Das Magazin empfahl, Zork Nemesis "nach Mitternacht leicht alkoholisiert in einem völlig dunkeln Raum" zu spielen. Das Fachmagazin Just Adventure lobte die Spielgrafik, kritisierte aber die Cutscenes. Es hob die mittelschweren bis schweren Puzzles, die überraschenden Wendungen der Spielstory und die Spielwelt, die zu erkunden großen Spaß bereite, positiv hervor, merkte aber an, dass die Menge an auffindbaren Informationen über Spielwelt und -geschehen so groß sei, dass wichtige Hinweise im Wust der Texte untergehen könnten.